# Grande Prêmio da Bélgica de 1981
Resultados do Grande Prêmio da Bélgica de Fórmula 1 realizado em Zolder em 17 de maio de 1981. Quinta etapa do campeonato, foi vencido pelo argentino Carlos Reutemann, da Williams-Ford, com Jacques Laffite em segundo pela Ligier-Matra e Nigel Mansell em terceiro pela Lotus-Ford.

## Resumo

### Caos, insegurança e morte
O Grande Prêmio da Bélgica foi marcado por dois incidentes graves, um deles fatal: na sexta-feira o mecânico Giovanni Amadeo (Osella) foi atropelado pela Williams de Carlos Reutemann que não pôde evitar o acidente devido ao espaço exíguo existente na área dos boxes e assim atingiu o desafortunado profissional a uma velocidade de 70km/h. Mesmo transferido para hospitais em Louvain e Bruxelas ele faleceu vítima de múltiplas fraturas no crânio. Além da inevitável comoção, mecânicos e pilotos de várias equipes protestaram contra a insuficiência das medidas de segurança que deveriam protegê-los, sendo que os primeiros recusaram-se a preparar os carros antes da largada no domingo. A confusão aumentou quando Nelson Piquet errou seu lugar no grid e com isso executou duas voltas de apresentação enquanto os demais pilotos esperavam na pista. Por conta da demora o motor da Arrows de Riccardo Patrese superaqueceu e este sinalizou, em vão, que não poderia largar. Mesmo assim a largada foi dada e houve o choque entre Patrese e seu companheiro de equipe, Siegfried Stohr; como resultado o mecânico Dave Luckett (que saíra em auxílio a Patrese) sofreu uma fratura na perna e lacerações, mas sobreviveu.
Mesmo após este incidente a corrida continuou embora os fiscais teimassem em sinalizar em razão dos destroços na pista. Como o espaço para guiar era exíguo uma nova largada foi feita e de resto foi proibida, a partir de então, a presença de mecânicos no grid nos momentos imediatamente anteriores ao início da corrida.

### Última vitória de Reutemann
Após quarenta minutos houve a relargada e nisso Didier Pironi assumiu a liderança enquanto uma disputa entre Jones e Piquet resultou num toque que lançou o brasileiro para fora da pista e ele, furioso, foi ao box da Williams para tirar satisfações enquanto algumas voltas depois o australiano abandonou por sair da pista e acertar o muro sozinho, na saída da curva quatro, quando vinha virando voltas rápidas. A essa altura Carlos Reutemann manteve a liderança até o momento em que a prova foi encerrada na quinquagésima quinta de setenta voltas previstas em razão da forte chuva, sem dúvida um desfecho inesperado para fim de semana onde frustração, política e tragédia estavam de mãos dadas. Conforme disposição do regulamento foram consideradas as posições ocupadas na volta 54 e assim os três melhores colocados foram Carlos Reutemann, Jacques Laffite e Nigel Mansell, este último feliz por conquistar seu primeiro pódio. A zona de pontuação foi completada por Gilles Villeneuve, Elio de Angelis e Eddie Cheever e como a prova terminou após atingir três quartos do percurso a pontuação foi atribuída integralmente e assim Carlos Reutemann foi ao topo da tabela com 34 pontos ante 22 pontos de Nelson Piquet.
Carlos Reutemann estabeleceu o recorde de quinze provas consecutivas na zona de pontuação, contagem iniciada no Grande Prêmio da Bélgica de 1980. Entretanto, foi a última vitória argentina na Fórmula 1 até os dias atuais.

## Classificação da prova
| Pos.    | Nº | Piloto                | Construtor      | Voltas | Tempo/Diferença | Grid | Pontos |
| ------- | -- | --------------------- | --------------- | ------ | --------------- | ---- | ------ |
| 1       | 2  | Carlos Reutemann      | Williams-Ford   | 54     | 1:16:31.61      | 1    | 9      |
| 2       | 26 | Jacques Laffite       | Ligier-Matra    | 54     | + 36.06         | 9    | 6      |
| 3       | 12 | Nigel Mansell         | Lotus-Ford      | 54     | + 43.69         | 10   | 4      |
| 4       | 27 | Gilles Villeneuve     | Ferrari         | 54     | + 47.64         | 7    | 3      |
| 5       | 11 | Elio de Angelis       | Lotus-Ford      | 54     | + 49.20         | 14   | 2      |
| 6       | 3  | Eddie Cheever         | Tyrrell-Ford    | 54     | + 52.51         | 8    | 1      |
| 7       | 7  | John Watson           | McLaren-Ford    | 54     | + 1:01.66       | 5    |        |
| 8       | 28 | Didier Pironi         | Ferrari         | 54     | + 1:32.04       | 3    |        |
| 9       | 23 | Bruno Giacomelli      | Alfa Romeo      | 54     | + 1:35.58       | 17   |        |
| 10      | 22 | Mario Andretti        | Alfa Romeo      | 53     | + 1 volta       | 18   |        |
| 11      | 14 | Marc Surer            | Ensign-Ford     | 52     | + 2 voltas      | 15   |        |
| 12      | 4  | Michele Alboreto      | Tyrrell-Ford    | 52     | + 2 voltas      | 19   |        |
| 13      | 31 | Piercarlo Ghinzani    | Osella-Ford     | 50     | + 4 voltas      | 24   |        |
| Ret     | 6  | Hector Rebaque        | Brabham-Ford    | 39     | Acidente        | 21   |        |
| Ret     | 25 | Jean-Pierre Jabouille | Ligier-Matra    | 35     | Transmissão     | 16   |        |
| Ret     | 21 | Chico Serra           | Fittipaldi-Ford | 29     | Motor           | 20   |        |
| Ret     | 32 | Beppe Gabbiani        | Osella-Ford     | 22     | Motor           | 22   |        |
| Ret     | 1  | Alan Jones            | Williams-Ford   | 19     | Acidente        | 6    |        |
| Ret     | 8  | Andrea de Cesaris     | McLaren-Ford    | 11     | Câmbio          | 23   |        |
| Ret     | 5  | Nelson Piquet         | Brabham-Ford    | 10     | Acidente        | 2    |        |
| Ret     | 20 | Keke Rosberg          | Fittipaldi-Ford | 10     | Câmbio          | 11   |        |
| Ret     | 15 | Alain Prost           | Renault         | 2      | Embreagem       | 12   |        |
| Ret     | 29 | Riccardo Patrese      | Arrows-Ford     | 0      | Colisão         | 4    |        |
| Ret     | 30 | Siegfried Stohr       | Arrows-Ford     | 0      | Colisão         | 13   |        |
| DNQ     | 18 | Derek Daly            | March-Ford      |        |                 |      |        |
| DNQ     | 16 | René Arnoux           | Renault         |        |                 |      |        |
| DNQ     | 17 | Eliseo Salazar        | March-Ford      |        |                 |      |        |
| DNQ     | 9  | Slim Borgudd          | ATS-Ford        |        |                 |      |        |
| DNQ     | 33 | Patrick Tambay        | Theodore-Ford   |        |                 |      |        |
| DNQ     | 36 | Derek Warwick         | Toleman-Hart    |        |                 |      |        |
| DNQ     | 35 | Brian Henton          | Toleman-Hart    |        |                 |      |        |
| Fontes: |    |                       |                 |        |                 |      |        |

## Tabela do campeonato após a corrida
| Pos.    | Piloto           | Pontos |
| ------- | ---------------- | ------ |
| 1       | Carlos Reutemann | 34     |
| 2       | Nelson Piquet    | 22     |
| 3       | Alan Jones       | 18     |
| 4       | Riccardo Patrese | 10     |
| 5       | Jacques Laffite  | 7      |
| Fontes: |                  |        |

| Pos.    | Equipe        | Pontos |
| ------- | ------------- | ------ |
| 1       | Williams-Ford | 52     |
| 2       | Brabham-Ford  | 25     |
| 3       | Arrows-Ford   | 10     |
| 4       | Lotus-Ford    | 9      |
| 5       | Ligier-Matra  | 7      |
| Fontes: |               |        |

- Nota: Somente as primeiras cinco posições estão listadas. Entre 1981 e 1990 cada piloto podia computar onze resultados válidos por temporada não havendo descartes no mundial de construtores.